# Listă de companii din Germania
Aceasta este o listă de companii din Germania.

## A
- Adidas
- Allianz
- Altana
- Aldi
- Aldi Nord
- Aldi Süd
- Arcor
- Ashampoo
- Athena Wissenschaftsmarketing
- Audi

## B
- Filmstudio Babelsberg
- BASF
- Bayer
- C. Bechstein Pianofortefabrik
- Behringer
- Bavaria Film Studios
- Bechtle
- Bertelsmann
  - {{Bolovanish firman}]

- - Random House
  - RTL Group
- Birkenstock
- Beiersdorf
- Bilfinger Berger
- Birkenstock
- Böhringer Ingelheim
- Bosch
  - Blaupunkt
- Benz
- Hubert Burda Media

## C
- Carl-Zeiss-Stiftung
  - Zeiss
  - Schott AG
- Celesio
- CINTIS International Ltd
- Coelan
- Commerzbank
- Concert Software and Business Services
- Continental
  - ContiTech AG
- DaimlerChrysler
  - Mercedes-Benz

## D
- Dba
- Degussa
- Delton
- Deutsche Bahn
- Deutsche Bank
- Deutsche Börse
- Deutsche Post
  - DHL
- Deutsche Telekom
  - T-Mobile
  - T-Online
- Deutsche Vermögensberatung
- Deutz AG
- Diezel
- Dräger
- Dresdner Bank
  - Dresdner Kleinwort
- Dornier GmbH
- Douglas Holding

## E
- E-Plus, deținută de KPN
- EADS
- E.ON AG
- EnBW
- Epcos
- EnOcean

## F
- Fischerwerke
- Fraport
- Freenet.de
- Fresenius
  - Fresenius Medical Care

## G
- GEA Group
- Gebrüder Thonet
- Gerling
- Gerolsteiner Brunnen
- Getrag
- GfK AG
- GPC Biotech
- Grundig

## H
- Hama GmbH & Co KG
- Hannover Re
- Hapag-Lloyd
- Heckler & Koch
- Heidelberger Druck
- Heidelberg Cement
- Henkel
- Heraeus
- Hochtief
- Howaldtswerke
- Hugo Boss
- HypoVereinsbank
- Haribo

## I
- Infineon Technologies
- InnoTek
- Intershop

## J
- Jenoptik
- Jil Sander
- JOMO GmbH & Co. KG

## K
- Karstadt Quelle
- Kärcher
- KBA AG
- KfW
- Klöckner
- Krauss-Maffei
- Krones
- KTB mechatronics
- KUKA

## L
- Lamy
- Lange
- Leica
- Löwenbräu
- Lidl
- Lidl & Schwarz
- The Liebherr Group
- Lindauer DORNIER GmbH
- Linde AG
- LTU International
- Lufthansa
- Leifheit

## M
- MAN
- Medion
- Meinl Percussion
- Meinl-Weston
- Merck
- METRO
- Meyer Werft
- Miele
- Münchener Rück

## N
- [Nike]

## O
- Oetker-Gruppe
- Orenstein and Koppel GmbH
- Otto GmbH

## P
- Porsche
- Preussag
- PUMA

Format:Pelikan

## R
- Rawie
- Rosenthal
- Roth
- RWE
- R+V Versicherung

## S
- Salzgitter AG
- SAP
- Schaller Guitarenparts
- Schering
- Schwarz Pharma
- seca
- SEMIDI
- Sennheiser
- SGL Carbon
- Siemens
- Soehnle
- Software AG
- SolarWorld
- Spaten Bräu
- Springer
- Stabilo
- Staedtler
  - Eberhard Faber
- Stiefel Labs
- Stinnes AG
- Storck
- STRATO Medien
- Südzucker

## T
- Talkline
- Tchibo
- Telefunken
- TETRA
- ThyssenKrupp
- TUI AG

## U
- United Internet

## V
- Villeroy & Boch
- Volkswagen Group
  - Volkswagen
  - Audi
  - NSU Motorenwerke AG

## W
- Wacker Chemie
- Walther
- Wayss & Freytag
- Wella
- Wintershall
- Wolff & Müller

## Z
- Züblin
- ZF Friedrichshafen AG